# Siegfried Hausner
Siegfried Hausner (* 24. Januar 1952 in Selb; † 5. Mai 1975 in Stuttgart-Stammheim) war ein deutscher Terrorist der Rote Armee Fraktion (RAF).

## Leben
Hausner war Mitglied des linksterroristischen Sozialistischen Patientenkollektivs (SPK) in Heidelberg. Im 1. SPK-Prozess wurde er am 19. Dezember 1972 zu drei Jahren Jugendstrafe verurteilt. Nach seiner Entlassung 1974 wandte er sich, wie andere Mitglieder des SPK ebenfalls, der RAF zu.
Am 24. April 1975 beteiligte er sich an der Geiselnahme von Stockholm, bei der die beiden Diplomaten Heinz Hillegaart und Andreas von Mirbach ermordet wurden. Das Vorhaben endete mit der unbeabsichtigten Detonation einer Bombe, wobei sich Hausner schwerste Verbrennungen zuzog. Er wurde kurzzeitig in Schweden ärztlich versorgt, dann jedoch nach Deutschland ausgeflogen. Hausner wurde mit der Billigung von drei schwedischen Ärzten verlegt; ein anderer schwedischer Mediziner bezeichnete die Verlegung als „reines Todesurteil“. Am 5. Mai starb Siegfried Hausner an einem Lungenödem im Gefängnis-Lazarett Stuttgart-Stammheim.
Die RAF benannte nach Siegfried Hausner ihr Kommando, das am 5. September 1977 den Arbeitgeberpräsidenten Hanns Martin Schleyer in Köln entführte und dabei seine Leibwächter und seinen Fahrer ermordete.